# Халс, Дирк
Халс, Дирк (нидерл. Dirck Hals; 19 марта 1591, Харлем — 17 мая 1656, Харлем) — голландский живописец фламандского происхождения Золотого века искусства Голландии. Мастер картин бытового и портретного жанров. Младший брат живописца Франса Халса.

## Биография
Дирк Халс был сыном фламандского суконщика и торговца тканями Франхойса Франса (Franchoys Fransz) из города Мехелена) и Адриантген ван Гертенрийк (Adriaentgen Van Geertenryck) из Антверпена. Его отец был католиком и членом ополчения. Родители Дирка и его старших братьев, также живописцев, — Франса и Йоста — эмигрировали из Антверпена в Харлем между 1585 и 1591 годами, спасаясь от религиозных гонений на реформатскую церковь со стороны испанских властей.
По сведениям нидерландского историографа Арнольда Хоубракена, автора жизнеописаний «Великий театр нидерландских художников и художниц» (De Groote Schouburgh der Nederlantsche Konstschilders en Schilderessen, 1718—1721), Дирк Халс специализировался на «небольших картинах жизнерадостного содержания: „разговорах“ или „веселых компаний“ (Gezelschapjes), сцен, в которых небольшие группы людей веселятся, пьют, закусывают и развлекаются». Писатель из Харлема Сэмюэл Ампцинг упоминает братьев Халс в своей «Похвале Харлема» в стихотворении, в котором говорится, что оба брата были исключительными; Франс пишет свои портреты «бодрствующим», а Дирк рисует свои фигуры «чисто».
Предполагают, что первые уроки живописи Дирк получил от Франса. Общие черты присутствуют в творчестве обоих, но всё же главное влияние на стиль Дирка оказало искусство Виллема Бёйтевеха и Эсайаса ван де Велде. Возможно, что учителем Дирка был и Абрахам Блумарт.
Как и старший брат, Дирк состоял в городском ополчении Святого Георгия (1618—1624). Примерно в тот же период, с 1618 по 1626 год, он был членом риторической палаты (филологического общества) «Виноградные ветви» (De Wijngaertranken), которую часто посещал и Франс Халс.
В 1621 году Дирк женился на Агнете Янсдр (Agneta Jansdr), которая родила ему семерых детей. Старший из них, Антониус (1621—1691), стал, как и отец, живописцем бытовых сцен и портретистом. В 1641—1642 и 1648—1649 годах художник жил в Лейдене, где арендовал дом. С 1627 года и до конца своих дней Дирк Халс состоял членом харлемской Гильдии Святого Луки. В этот период его искусство уже получило определённое признание.
С конца 1620-х годов Дирк много работал в соавторстве с «архитектурным живописцем» Дирком ван Деленом, в архитектурные перспективы которого вписывал фигуры; также отмечено подобное сотрудничество Халса с коллегой ван Делена Бартоломеусом ван Бассеном.
В то время прибыльным дополнительным заработком для художников была торговля произведениями искусства. В 1634 (совместно с гравёром Корнелисом ван Киттенстейном) и в 1635 году (совместно с мастером натюрмортов Franchois Elout) Дирк организовал два аукциона, на которых, помимо собственных работ и картин старшего брата, выставил произведения Саломона ван Рёйсдала, Яна ван Гойена и Юдит Лейстер. Несколько ранее он познакомился с амстердамским художником и торговцем произведениями искусства Питером Янсом ван ден Бошем (1613—1663) и получал доходы с аукционов, которые тот устраивал.
По данным RKD (Нидерландского института истории искусств), Дирк Халс в 1641 и 1648 годах работал в Лейдене и оказывал влияние на художников Натаниэля Бэкона, Иоганна Хулсмана и Виллема Корнелиса Дeйстера. На это время приходятся неприятные события, связанные с конфискацией имущества художника за неуплату ренты. Судя по всему, Дирк часто сталкивался с финансовыми затруднениями.
За исключением лейденского периода Халс постоянно жил и умер в родном Харлеме. Похоронен в Валлонской церкви (Waalse Kerk) в Харлеме.

## Творчество
Основная часть произведений художника датирована 1619—1654 годами. Главной темой его произведений (преимущественно небольших по формату) было изображение весёлых компаний, сцен из быта зажиточных бюргеров, военных и артистов — танцев, занятий музыкой, попоек, игр и всякого рода развлечений в караульнях, тавернах и увеселительных домах. Действие, как правило, происходит в интерьере, в саду или на природе, напоминающей пасторальный пейзаж или театральный «задник». Типичными являются картины «Домашний концерт» и «Весёлое общество в таверне», датированные соответственно 1623 и 1626 годами — временем расцвета творчества художника. В этих и во многих других произведениях интерьер проработан незначительно, всё внимание автора сосредоточено на фигурах, расположенных фронтально, в неглубоком пространственном слое, на переднем плане картины. Халс стремился к естественному расположению и жестам персонажей, передаче их мимики, поз, модных одежд. Дирк Халс предпочитал многофигурные, но компактные группы; композиции из одной-двух фигур появляются у него лишь в последний период деятельности.
Дирк Халс не стремился к выявлению индивидуальности человека. Лица, улыбки, жесты, манера выражения чувств его героев объединяет несколько стандартный, повторяющийся из картины в картину тонус мироощущения, жизнерадостность. Весёлый пёстрый колорит, беспокойные блики света, изобретательность в применении натуралистичных деталей передают беззаботное, суматошное, праздничное настроение. Автор явно симпатизирует своим весёлым героям, но при всей внешней легкомысленности и беззаботности этих картин они всё же не лишены определённых моральных установок: они предостерегают против чрезмерного погружения в чувственные удовольствия и генетически связаны с морализаторскими картинами, изображающими беспутную жизнь (Притча о блудном сыне) и погрязший в грехе человеческий род перед потопом. В произведениях Дирка присутствуют символы, которые легко расшифровывались современной ему аудиторией: например, карты в картине «Дети, играющие в карты», по мнению моралистов символизируют распущенность.
Голландская жанровая живопись в творчестве таких живописцев, как Антонис Паламедес-Стевартс, Якоб Дюк, Питер Кодде, Питер Поттер, Питер Янс Кваст и других, развивалась далее по руслу, в которое её направили картины Дирка Халса. Из учеников Халса особенно прославилась Юдит Лейстер; не исключено, что Ян Стен тоже был его учеником.

## Галерея
- Спокойная компания в интерьере. Дерево, масло. Музей земли Нижняя Саксония, Ганновер
- Мужчины курят и играют в нарды в таверне. 1627. Дерево, масло. Частное собрание
- Весёлая компания. 1635. Дерево, масло. Маурицхёйс, Гаага
- Весёлая компания. 1640. Дерево, масло. Музей изобразительных искусств, Будапешт
- Праздник в полях. 1627. Дерево, масло. Рейксмюсеум, Амстердам
- Женщина вышивает при свете свечи. 1633. Дерево, масло. Национальная галерея Ирландии, Дублин
- Совместно с Д. ван Деленом. Праздничная компания в ренессансной комнате. 1628. Дерево, масло. Музей Франса Халса, Харлем
- Бал, 1643. Дерево, масло. Государственный музей искусств, Копенгаген